# Den lille Havfrue (eventyr)
 For alternative betydninger, se Den lille Havfrue (flertydig). (Se også artikler, som begynder med Den lille Havfrue)
Den lille Havfrue er et eventyr skrevet af H. C. Andersen i 1837. Den var med i samlingen Eventyr, fortalt for Børn, som udkom i 1837 sammen med Kejserens nye klæder. Eventyret er et kunsteventyr. Det er skrevet i guldalderen, hvor mange forfattere skrev om det guddommelige og naturen.

## Handling
Langt ude i havet levede havfolket. Enkedronningen havde et slot og en søn. Sønnen havde seks døtre. En dag fortalte enkedronningen om verdenen over havet. Hun fortalte om, hvor smukt det er. Hun fortalte også, at når havfruer blev 15 år, måtte de stige op til overfladen og udforske verden. Den første af de seks havfruer steg op til overfladen og udforskede den. Hun vendte tilbage og fortalte om det fantastiske, hun havde set. En efter en drog havfruerne op til overfladen, dog blev Den lille havfrue tilbage. Hun var den yngste af dem. Hun var ked af det, men en dag blev hun også 15 år. Hun svømmede op til overfladen og så et skib. Der var fyrværkeri og fest på skibet. Hun kunne se ind af kahytsvinduerne, hvor der stod en 16-årig prins. Hun blev forelsket i ham. Lidt senere ødelagde et uvejr skibet. Den lille havfrue gik direkte efter prinsen. Hun reddede prinsen i land og lagde ham på en strand. Hun gemte sig bag en sten. Der ventede hun til et menneske kom til prinsen. Den lille havfrue svømmede så ned i havet igen.
Nede i havet længtes hun efter at se prinsen. Hun og hendes søstre svømmede op til overfladen for at se prinsen. Hun ville gøre alt, for at være sammen med ham. Hun talte med den gamle enke, der siger, at menneske kun lever i få hundrede år, og at de har en udødelig sjæl. Da besluttede hun sig for at blive menneske. Den dag rejste hun til havheksen. Hun skulle igennem en skov af polypper, som var halvt plante og halvt dyr. Havheksen vidste allerede, hvorfor hun var kommet. Hun ville hjælpe hende med at blive menneske. Hun lavede en drik til Den lille havfrue. Den skulle hun drikke på stranden og derefter ville hun få ben. Men når hun gik på sine menneskeben, ville det være som om hun gik på skarpe knive. Havheksen ville skære hendes tunge af som betaling. Havhekssen sagde også, at hvis prinsen blev gift, ville Den lille havfrue blive til skum på havet. Alt gik hun med til.
Ganske rigtigt blev hun til et menneske. Hun besvimede af smerten i benene. Lidt efter kom den smukke prins og tog hende med op på slottet. Prinsen så hende som et barn, aldrig som sin hustru som hun håbede på. Hun fik lov til at sove ved døren til prinsens soveværelse. En dag fandt hun ud af, at prinsen skulle giftes med prinsessen fra nabokongeriget. Den lille havfrue og prinsen rejste dertil. Hun var ked af det, for når prinsen blev gift vidste hun, at hun skulle dø. Hun kiggede ned på havet, og hendes søstre steg op. De havde opsøgt havheksen og bedt om hjælp. Havheksen havde givet dem en kniv. Den skulle Den lille havfrue dræbe prinsen med. Hvis hun gjorde det blev hun til en havfrue igen. Det kunne hun ikke og hun blev til en af Luftens døtre. Hun svævede over prinsen og kyssede ham usynligt på munden.

## Den lille havfrue (statue)
Skulpturen af Den lille Havfrue blev udført i 1913. Carl Jacobsen lod Edvard Eriksen lave den. Carl Jacobsen ville have den udført, da han havde set balletten "Den lille Havfrue". Skulpturen er inspireret af H.C. Andersens eventyr, "Den lille havfrue". Siden den kom i 1913, har den været udsat for hærværk. F.eks. I 1964 blev hovedet skåret af eller i 1984, hvor nogle skar en af armene af den. Det blev også repareret. I 2010 blev skulpturen udlånt til udstillingen Expo 2010 i Shanghai.

## Film
- Den lille Havfrue (Malá mořská víla) – 1976, CSSR; (Miroslava Safránková – Den lille Havfrue, Libuse Safránková).
- Den lille Havfrue (Russalotschka/Rusalka) 1976, Bulgarien/UdSSR, (Vika Novikova – Den lille Havfrue).
- Den lille Havfrue af Disney, 1989
- Den lille Havfrue (film 2018) (en) (Netflix)
- Den lille havfrue (film 2023) (en) (Disney)